# سام کوپولا
سام کوپولا (انگلیسی: Sam Coppola؛ ۳۱ ژوئیهٔ ۱۹۳۲ – ۵ فوریهٔ ۲۰۱۲) یک بازیگر سینما اهل ایالات متحده آمریکا بود. وی بین سال‌های ۱۹۶۸ تا ۲۰۱۲ میلادی فعالیت می‌کرد.